# The Death of Peace of Mind (canción)
«The Death of Peace of Mind» es una canción de la banda estadounidense de Metalcore Bad Omens. Inicialmente se lanzó como sencillo principal de su tercer álbum del mismo nombre el 9 de noviembre de 2021. Después de que su canción "Just Pretend" se convirtiera en un gran éxito viral y de radio a finales de 2022 o a principios de 2023, la banda lanzó el canción a la radio en mayo de 2023, donde también se convirtió en un gran éxito. 
Fue certificada Oro por la Recording Industry Association of America el 11 de enero de 2024, lo que indica 500.000 unidades en los Estados Unidos (incluidas las ventas y las unidades ajustadas por números de transmisión), convirtiéndose en la segunda canción en hacerlo después de "Just Pretend".

## Composición
En declaraciones a Kerrang!, Noah Sebastian afirmó que el proceso de escritura de la canción comenzó al comienzo de la cuarentena de la pandemia de COVID-19 en 2020 como un experimento para utilizar la mayor cantidad de samples utilizando objetos del hogar:

"Esta canción no tenía mucha deliberación detrás de la letra al principio y era más una experiencia de escritura en estado de flujo. El esqueleto de esta canción fue un proceso realmente experimental que tuvo lugar en el transcurso de un día completo. Si lo has hecho Aún no he oído hablar de la génesis de esta canción, seré breve: al comienzo de la cuarentena en 2020, me reté a mí mismo a hacer una pista usando solo muestras que grabé de artículos para el hogar golpeando almohadas, agitando llaves, grabando y afinando. la baja frecuencia de una aspiradora a una nota C y hacer un sampler de varias octavas con eso. Después de unas horas de retocar en mi DAW [estación de trabajo de audio digital], hice un instrumento con todos estos sonidos. allí, simplemente hice bucles en secciones y melodías de estilo libre con cualquier palabra o ruido incoherente que me viniera a la cabeza. Después de innumerables bucles, los ruidos se transformaron en vocales, que luego se convirtieron en consonantes, y luego en palabras que finalmente se sintieron muy nativas de lo oscuro, seco y. núcleo sensual del instrumental y no necesitaron muchos ajustes una vez que el verdadero instrumental se dio cuenta a su alrededor. Hacer la pregunta: "Cuando todo esto termine, ¿regresaremos ambos vivos a casa y encontraremos alguna vez la paz interior nuevamente después de los eventos que tuvieron lugar?"

## Posicionamiento en lista
| Lista (2021–24)                               | Posición |
| --------------------------------------------- | -------- |
| Estados Unidos (Hot Rock & Alternative Songs) | 30       |